# All These Things That I've Done
„All These Things That I've Done“ je píseň skupiny The Killers. Skladba pochází z pera vedoucího vokalisty Brandona Flowerse. Píseň se objevila na jejich debutovém albu Hot Fuss. Charakteristickým rysem této skladby je sbor zpívající nezapomenutelé "I got soul but I'm not a soldier". Fráze bývá často spojována s touto písní; byla citována zpěvákem Robbiem Williamsem při zpěvu Let Me Entertain You během koncertu Live 8 dne 2. července 2005. Singl se umístil na 74. příčce hitparády Billboard Hot 100 a na osmnácté v britské UK Singles Chart. Byla to zároveň jediná píseň, kterou skupina na Live 8 předvedla.

## Kulturní reference
Song hraje při závěrečných titulcích filmu Matador z roku 2005, rovněž se vyskytuje ve filmu Apokalypsa jako klíčová část příběhu. Společnost Nike tento song použila ve své reklamě při Letních olympijských hrách 2008.

## Seznam písní

### UK Yellow 7"
1. "All These Things That I've Done" (Flowers)
2. "Andy, You're A Star (Zane Lowe Radio 1 Session)" (Flowers)

### UK CD
1. "All These Things That I've Done"
2. "All These Things That I've Done (Radio Edit)"
3. "Why Don't You Find Out For Yourself (Zane Lowe Radio 1 Session)" (Morrisey)
4. "All These Things That I've Done (Video)"

### European CD
1. "All These Things That I've Done (Radio Edit)"
2. "All These Things That I've Done"

### Australian/European Maxi CD
1. "All These Things That I've Done (Radio Edit)"
2. "All These Things That I've Done"
3. "Mr. Brightside (The Lindbergh Palace Club Remix)" (Flowers/Keuning)
4. "All These Things That I've Done (Video)"

## Umístění ve světě
| Hitparáda      | Umístění |
| -------------- | -------- |
| USA            | 74       |
| Velká Británie | 18       |
| Austrálie      | 42       |
| Chile          | 2        |
| Nový Zéland    | 36       |

## Videoklip
K písni existují dvě verze videoklipů. V první, starší verzi, The Killers zpívají během chůze po Brick Lane v Londýně doprovázení zástupem mladých lidí. V pozdější verzi videoklip zobrazuje surrealistickou snovou scénu, kde The Killers, převlečení za kovboje, jsou napadeni spoře oblečenými děvami ozbrojenými bumerangy. Příběh v tomto videu je zpřeházen, ale může být seřazen podle čísel, která jsou průběžně zobrazována.

## Ocenění
| Médiu               | Země           | Anketa                         | Rok  | Umístění |
| ------------------- | -------------- | ------------------------------ | ---- | -------- |
| Rádio XFG           | Velká Británie | 100 nejlepších písní dekády    | 2009 | 22       |
| Absolute Rádio      | Velká Británie | 100 Nejlepších písní dekády    | 2009 | 9        |
| NME                 | Velká Británie | 100 Nejlepších písní dekády    | 2009 | 95       |
| The Daily Telegraph | Velká Británie | 100 Nejlepších písní všech dob | 2009 | 65       |

| Rok  | Ceny          | Kategorie                                   | Výsledek |
| ---- | ------------- | ------------------------------------------- | -------- |
| 2006 | Grammy Awards | Nejlepší rocková píseň dvojice nebo skupiny | nominace |